# ريتشارد بيري (مبشر)
ريتشارد بيري (بالإنجليزية: Richard Berry)‏ هو مبشر أسترالي، ولد في 25 مارس 1824، وتوفي في 20 يناير 1908.